# Augusta-Dorothée de Brunswick-Wolfenbüttel
Augusta-Dorothée de Brunswick-Wolfenbüttel (16 décembre 1666 à Wolfenbüttel - 11 juillet 1751 au château d'Augustenburg à Arnstadt) est la fille du duc Antoine-Ulrich de Brunswick-Wolfenbüttel et de sa femme Élisabeth-Julienne de Schleswig-Holstein-Sonderbourg-Norbourg.

## Biographie
Augusta-Dorothée se marie le 7 août 1684 à Wolfenbüttel à Antoine-Gonthier II de Schwarzbourg-Sondershausen-Arnstadt. Il est élevé au rang de Prince du Saint-Empire en 1697. Le couple réside à Arnstadt ; le mariage reste sans enfant.
Augusta-Dorothée survit 35 ans à son mari. Elle passe son long veuvage au château d'Augustenbourg d'Arnstadt, à la construction de sa célèbre collection de poupées de Mon Plaisir. Ces poupées n'ont pas été conçues comme des jouets. Ils représentent la société dans le style baroque d'un Cabinet de curiosités. Cette collection de poupées est déplacée dans le nouveau palais à Arnstadt.